# ОШ „Кнез Иво од Семберије” Бијељина
ОШ „Кнез Иво од Семберије” једна је од основних школа у Бијељини. Налази се у улици Незнаних јунака 46. Име је добила по Ивану Кнежевићу, познатији у народу као Кнез Иво од Семберије, кнезу над свим селима, једном од најзначајнијих српских историјских личности рођених у Семберији, појављује се и на грбу општине Бијељина.

## Историјат
Основана је децембра 1879. године под називом „Народна основна школа” у Бијељини. Није радила током Првог светског рата, а 1918. године поново почиње са радом. Године 1945. мења назив у ОШ „Фадил Јахић Шпанац”. Школа је била смештена у згради данашњег музеја Семберије и матичног уреда, а од школске 1977—78. године прелази у нову, савремену и функционалну школску зграду. Априла 1992. назив школе је опет промењен у „Прва народна основна школа” и задржан је три године, до 29. марта 1995. године када је добила назив ОШ „Кнез Иво од Семберије”. Године 2013. прелази у јавну установу и добија назив Основна школа „Кнез Иво од Семберије”.
Подручне школе су „Хасе”, „Љељенча” и „Ковиљуше”. Прва је основана децембра 1879. године, али престаје са радом 1978. и не ради пуних 25 година. Поново почиње са радом 2002. године. У школској 2016—2017. године ју је похађало 68 ученика распоређених од првог до петог разреда. Подручна школа „Љељенча” је основано децембра 1879. године и ради до данас без прекида. У школској 2016—2017. године ју је похађало 36 ученика распоређених од првог до петог разреда. Подручна школа „Ковиљуше” почиње са радом 1. септембра 2009. године и има девет разреда. У школској 2016—2017. године ју је похађало 314 ученика распоређених од првог до деветог разреда.

## Догађаји
Догађаји основне школе „Кнез Иво од Семберије”:
- Светосавска академија[5]
- Дан дечијег стваралаштва
- Дан српског јединства, слободе и националне заставе[6]
- Дан сећања на жртве холокауста, геноцида и других жртава фашизма у Другом светском рату[7]
- Међународни дан безбедног интернета[8]
- Светске школске спортске игре[9]
- Европски дан језика
- Пројекат „Ћирилица, чедо моје”[10]
- Пројекат „Читалићи”[11]